# Okjeo
Okjeo (AFI: [ok̚.t͈ɕʌ]) foi um estado tribal coreano que surgiu no norte da península e provavelmente durou do séc. III a.C até o séc. V d.C.
Dong-okjeo (Okjeo Oriental) ocupou a área da província de Hamgyong da atual Coreia do Norte e Buk-Okjeo (Okjeo Setentrional) ocupou a região do Rio Tumen.

## História

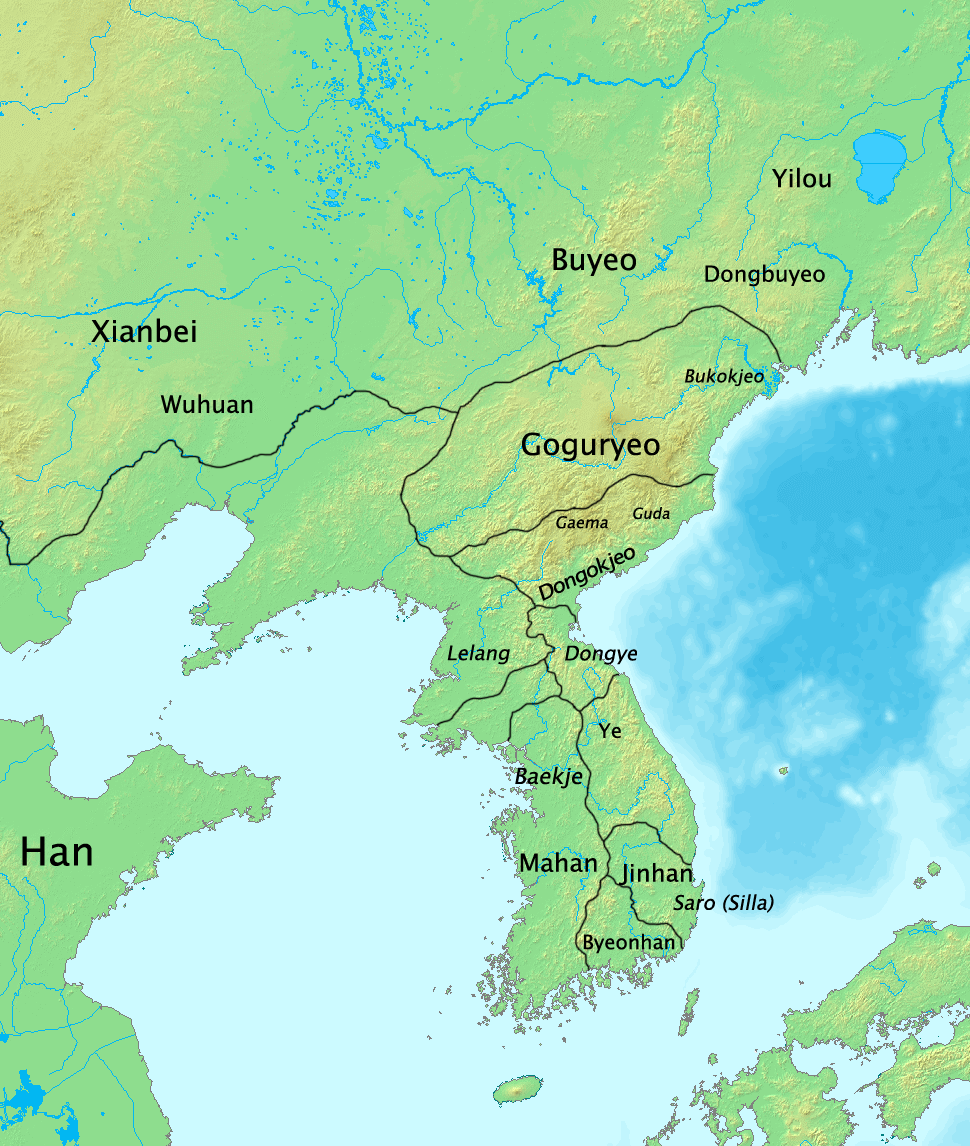
Proto–Três Reinos, c. 1 d.C.

No início de sua história, Okjeo oscilou entre o domínio das comendas chinesas e de Goguryeo. Do séc. III a.C. até 108 d.C., foi controlado por Gojoseon. Por conta da constante interferência de regimes vizinhos, Okjeo nunca se tornou um reino centralizado.
Em 28 a.C., o Rei Dongmyeong de Goguryeo enviou Bu Wiyeom para atacar Okjeo Setentrional.
Entre os sécs. I e II D.C., o Rei Taejo de Goguryeo reduziu Okjeo ao estado de tributário, que entregava produtos locais a Goguryeo. Durante a invasão de Goguryeo pela Dinastia Uei do Norte, o Rei Dongcheon de Goguryeo brevemente recuou para o território de Okjeo Setentrional e, em 285, a corte do Reino de Buyeo temporariamente fugiu para Okjeo por causa dos ataques dos nômades do norte.
No início do séc. V, Okjeo foi completamente conquistado por Guangaeto, o Grande de Goguryeo.

## Cultura
Okjeo Oriental está localizado a leste das grandes montanhas de Gaema, em Goguryeo; seu povo faz seus assentamentos na costa do grande mar. Em forma, suas terras são estreitas no nordeste e longas no sudoeste, onde tem talvez mil li. É contíguo ao norte com Yilou e Buyeo e ao sul com Yemaek. Suas famílias são cinco mil. Eles não têm um Governante supremo, cada vila tendo seu próprio chefe hereditário. A língua deles tem ampla semelhança com a de Goguryeo, embora às vezes haja pequenas diferenças ... Sua terra é bela e fértil, de frente para o mar, de costas para as montanhas. É adequada para o cultivo dos cinco grãos, e eles são bons em lavoura e plantio. As pessoas são simples e diretas, fortes e corajosas. Tendo poucos bois e cavalos, eles são hábeis em lutar a pé, empunhando lanças. — San Guo Zhi 
Conhece-se pouco sobre a cultura de Okjeo. Assim como com Dongye, a língua, culinária, as vestimentas, a arquitetura e os costumes eram similares aos de Goguryeo. O povo de Okjeo tinha o costume de casamentos arranjados. A noiva, ainda criança, vivia com a família do noivo, também criança, até atingir a maturidade. Os falecidos de uma família eram enterrados em um único caixão.